# Martin Baier
Martin Baier (*1976), známý pod přezdívkou Bajeřík, je bývalý český reprezentant v rádiovém orientačním běhu a orientační běžec, člen klubu TJ Turnov.  

## Sportovní kariéra
S běháním začínal v turnovském oddíle, kde trénoval spolu s Jakubem Omou a Michealou Omovou. Jeho první velkou akcí ROB bylo Mistrovství Evropy v roce 1994, kterého se účastnil jako junior. V začátcích nedosahoval na medaile, ale už v roce 1997 v Německu získal seniorské stříbro v pásmu 144 MHz a o rok později v Maďarsku ve stejné disciplíně dokonce titul. Později mu techničtější "dvoumetry" naopak moc neseděly a prosazoval se zejména v druhém, rychlejším pásmu 3.5 MHz.  
Díky základní vojenské službě se v roce 1995 přesunul do Liberce, kde začal běhat za Duklu Liberec a později přestoupil do ROB Liberec, ve kterém působil až do roku 2010, kdy se vrátil do Turnova. 
V roce 2013 upřednostňoval klasický orientační běh a v ROB se tak účastnil pouze nominačních závodů s cílem nominovat se na ME v Polsku, což se mu podařilo a následně si odvezl titul Mistra Evropy z klasické trati 3,5 MHz a přidal stříbro z foxoringu. Ve stejném roce se s klubem TJ Turnov zúčastnil slavného štafetového závodu v orientačním běhu Tiomila, kde skončili na 72. místě.
S ROB skončil v roce 2015 na domácím ME v Mariánských Lázních, kde na foxoringu skončil sedmý. Od té doby se závodů nezúčastňuje a místo toho se věnuje klasickému orientačnímu běhu, kde se umisťuje na předních příčkách českých veteránských soutěží.
Kromě závodní činnosti působil (a v OB stále působí) jako organizátor soutěží, zejména jako stavitel tratí. 

### Výsledky ROB

#### Umístění na MS
| Individuální umístění na Mistrovství světa v rádiovém orientačním běhu | Individuální umístění na Mistrovství světa v rádiovém orientačním běhu | Individuální umístění na Mistrovství světa v rádiovém orientačním běhu | Individuální umístění na Mistrovství světa v rádiovém orientačním běhu | Individuální umístění na Mistrovství světa v rádiovém orientačním běhu |
| Rok                                                                    | 3,5 MHz                                                                | 144 MHz                                                                | Sprint                                                                 | Foxoring                                                               |
| ---------------------------------------------------------------------- | ---------------------------------------------------------------------- | ---------------------------------------------------------------------- | ---------------------------------------------------------------------- | ---------------------------------------------------------------------- |
| MS 1997                                                                | 11. místo                                                              | 2. místo                                                               | -                                                                      | -                                                                      |
| MS 1998                                                                | 12. místo                                                              | 1. místo                                                               | -                                                                      | -                                                                      |
| MS 2000                                                                | 5. místo                                                               | 21. místo                                                              | -                                                                      | -                                                                      |
| MS 2002                                                                | 1. místo                                                               | 10. místo                                                              | -                                                                      | -                                                                      |
| MS 2004                                                                | bez účasti                                                             | bez účasti                                                             | bez účasti                                                             | bez účasti                                                             |
| MS 2006                                                                | 11. místo                                                              | 5. místo                                                               | -                                                                      | -                                                                      |
| MS 2008                                                                | 2. místo                                                               | 32. místo                                                              | -                                                                      | -                                                                      |
| MS 2010                                                                | 1. místo                                                               | 15. místo                                                              | -                                                                      | -                                                                      |
| MS 2012                                                                | bez účasti                                                             | bez účasti                                                             | bez účasti                                                             | bez účasti                                                             |
| MS 2014                                                                | 4. místo                                                               | 5. místo                                                               | 9. místo                                                               | 2. místo                                                               |

#### Umístění na ME
| Individuální umístění na Mistrovství Evropy v rádiovém orientačním běhu | Individuální umístění na Mistrovství Evropy v rádiovém orientačním běhu | Individuální umístění na Mistrovství Evropy v rádiovém orientačním běhu | Individuální umístění na Mistrovství Evropy v rádiovém orientačním běhu | Individuální umístění na Mistrovství Evropy v rádiovém orientačním běhu |
| Rok                                                                     | 3,5 MHz                                                                 | 144 MHz                                                                 | Sprint                                                                  | Foxoring                                                                |
| ----------------------------------------------------------------------- | ----------------------------------------------------------------------- | ----------------------------------------------------------------------- | ----------------------------------------------------------------------- | ----------------------------------------------------------------------- |
| ME 1994 (junioři)                                                       | 10. místo                                                               | 25. místo                                                               | -                                                                       | -                                                                       |
| ME 1995 (junioři)                                                       | 9. místo                                                                | 7. místo                                                                | -                                                                       | -                                                                       |
| ME 1996                                                                 | bez účasti                                                              | bez účasti                                                              | bez účasti                                                              | bez účasti                                                              |
| ME 1999                                                                 | bez účasti                                                              | bez účasti                                                              | bez účasti                                                              | bez účasti                                                              |
| ME 2001                                                                 | 7. místo                                                                | 11. místo                                                               | -                                                                       | -                                                                       |
| ME 2003                                                                 | bez účasti                                                              | bez účasti                                                              | bez účasti                                                              | bez účasti                                                              |
| ME 2005                                                                 | 1. místo                                                                | 3. místo                                                                | -                                                                       | -                                                                       |
| ME 2007                                                                 | bez účasti                                                              | bez účasti                                                              | bez účasti                                                              | bez účasti                                                              |
| ME 2009                                                                 | 1. místo                                                                | 7. místo                                                                | -                                                                       | -                                                                       |
| ME 2011                                                                 | 1. místo                                                                | 8. místo                                                                |                                                                         | -                                                                       |
| ME 2013                                                                 | 1. místo                                                                | 5. místo                                                                | 27. místo                                                               | 2. místo                                                                |
| ME 2015                                                                 | -                                                                       | -                                                                       | -                                                                       | 7. místo                                                                |